# Église Saint-Étienne (Saint-Étienne-de-Lugdarès)
Pour les articles homonymes, voir Église Saint-Étienne et Saint-Étienne (homonymie).
L'église Saint-Étienne de Saint-Étienne-de-Lugdarès, surnommée Cathédrale de la Montagne à cause de ses dimensions imposantes, est érigée dans la commune française de Saint-Étienne-de-Lugdarès, département de l'Ardèche en région Rhône-Alpes. Son architecture de style gothique est l'œuvre d'un architecte de premier ordre, selon la parole de Monseigneur Bourret.

## Historique
L'histoire de l'église Cathédrale de la Montagne commence en 1880 : elle accueille une célébration du sacrement de confirmation, le 23 juin 1880, par Monseigneur Bonnet, évêque de Viviers. L'église a été consacrée le 29 mai 1886.

## Architecture
Église d'origine gothique, recomposée, en granit et pierres volcaniques de différentes couleurs, dont le maître-autel provient de l'abbaye des Chambons, de Borne, murs bichromes, origine remontant à 1302.

## Construction
Depuis 1789, les divers décrets de l'Assemblée nationale conduisent au départ des moines de l'abbaye des Chambons, administrateurs de l'église paroissiale, avec vente de leur domaine, le 4 juillet 1791: le curé sera alors rémunéré par l'État, à 1 500 livres pour les 1 689 âmes, mais rien pour l'état matériel de l'église, donc à la charge des habitants.
Avec les conditions climatiques du haut plateau ardéchois, cet état se dégrade, jusqu'à ce qu'en 1842, le 3 aout, le conseil municipal accorde une subvention de 500 francs. Il faudra attendre le 17 mai 1860, à la suite d'une visite de l'évêque de Viviers, pour qu'un projet de reconstruction soit évoqué, projet mis à l'ordre du jour d'une séance de conseil municipal ... de 1866.
Premier coût estimé à 51 000 francs, ressources de 30 000 francs sur coupes de bois au Bez, achat d'un terrain en 1869, nouvelle séance extraordinaire du conseil, en 1872, pour un nouveau budget à 70 000 francs, puis 94 681 franc en 1873 ...
Avec des pierres de taille de la forêt domaniale des Chambons (40 726 francs de prévus), le fort appui (technique et financier) de Monseigneur Bourret (en 1873), des souscriptions en nature (7 515 francs, 192 personnes des villages), la récupération de vieux matériaux (3 920 francs), ou du bois fourni par la section (3 291 francs), le cahier des charges est bouclé, signé par le préfet le 30 janvier 1874, pour adjudication à Henri Giraud, entrepreneur de Chassier, pour 83 217 francs, avec cautions de messieurs Baptiste Giraud et Étienne Laplanche, tous deux agriculteurs à Thueyts.
Le 15 février 1874, Monsieur Charron cède son terrain du Pradou pour le nouveau cimetière, mais la première inhumation sera celle de la jeune fille de l'entrepreneur, âgée de 2 ans, mise en terre directement dans l'église, en haut de la nef latérale nord, devant l'autel, sous une dalle.
Mais les travaux durent, l'entrepreneur peine à finir, des malfaçons semblent mises en évidence, d'où son remplacement le 14 juillet 1878, alors qu'il manque encore le clocher, estimé à 15 000 francs, à trouver sur des coupes de bois du Bès.
Tant bien que mal, le chemin de croix est érigé le 27 décembre 1878, dans cette nouvelle église. Le gros œuvre terminé, restait le mobilier, avec entre autres, les vitraux.
L'église a été restaurée en 1997 et 1998.

## Objets classés
Certaines reliques ...

### Chemin de croix
Érigé le 27 décembre de l'an 1879, par le curé Vinson, probablement issu de l'ancienne église, déposé en 1873, et donc remis en place 45 ans plus tard.

### Vitraux
Sous l'attention de Monseigneur Bourret, dès 1879, mais avec un début de réalisation en 1885, avec la composition suivante:
- Grand vitraux de l'abside:

Triple image sur chacun, personnage votif, hiératique et attributs symboliques ...
- Vitraux jumelés du croisillon transet:

Saint Louis de Gonzague, lys et crâne, avec Jean le Baptiste, puis saint Jean-François-Régis, pour le Vivarais, avec son chien.
- Partie basse des bras du transept:

Iconographie symbolique des 4 évangélistes.
- Bas-côtés:

Sainte Cécile, saint François-Xavier, saint Bernard, saint Vincent de Paul, sainte Julie et saint Antoine.

## Chronologie des curés
- Richard, chapelain, (1198).
- Abbé Claude Annibal Troupel de Freyssenet (1706),
- Abbé Gilbert Barrial, curé depuis 1783, (?-1815), réfractaire pendant la Révolution.
- Abbé Jean-Pierre Bourret, curé depuis 1815.
- Abbé Robert, (1833?).
- Abbé Félix Vinson, curé depuis 1848, (?-1896).